# کوموشتیتسا
کوموشتیتسا (به بلغاری: Komoshtitsa) یک منطقهٔ مسکونی در بلغارستان است که در استان مونتانا واقع شده‌است.
 کوموشتیتسا  ۱٬۰۳۵ نفر جمعیت دارد و ۱۲۷ متر بالاتر از سطح دریا واقع شده‌است.